# Grekland i olympiska sommarspelen 1988
Grekland deltog i de olympiska sommarspelen 1988 i Seoul med en trupp bestående av 56 deltagare. Totalt vann de en medalj och slutade på fyrtiosjätte plats i medaljligan.

## Medaljer

### Brons
- Haralambos Holidis - Brottning, grekisk-romersk stil, bantamvikt

## Friidrott
Damernas spjutkastning
- Anna Verouli
  - Kval – 58,52m (→ gick inte vidare)

## Tennis
Damsingel
- Olga Tsarbopoulou
  1. Första omgången – Förlorade mot Mercedes Paz (Argentina) 6-7, 3-6